# Pseudochirella vulgaris
Pseudochirella vulgaris is een eenoogkreeftjessoort uit de familie van de Aetideidae. De wetenschappelijke naam van de soort is voor het eerst geldig gepubliceerd in 1997 door Markhaseva.